# Gaston Demongé
Gaston Maximin Demongé, dit Mait' Arsène, né le 15 août 1888 à Fécamp et mort le 22 août 1973 à Fécamp, est un écrivain français.

## Famille
Né à Fécamp le  15 août 1888, il est le fils d’Edouard Louis Demongé, sculpteur, et d’Antoinette Tardy, lingère. 
Issu d'une famille de sculpteurs originaire de Rouen, il a pour ancêtres les sculpteurs Barthélémy-François Chardigny (1757-1813) et Pierre Joseph Chardigny (1794-1866).
Il descendait en ligne féminine de Marie Rose Demongé, née 5 décembre 1767 à Puymichel (Basses-Alpes) qui reconnut le 9 novembre 1810 Pierre Joseph Demongé dit Chardigny, fils naturel du sculpteur Barthélémy-François Chardigny. Marie Rose Demongé appartenait à une famille de Provence.

## Carrière
Il a commencé à écrire à 17 ans. Son métier de représentant en nouveautés l'amène à parcourir le pays de Caux. Un premier ouvrage de poésies, maximes et contes fut publié à Rouen en 1914 sous le titre Des gens... des choses, suivi en 1917 d'un recueil de poèmes, contes et histoires cauchoises intitulé Aux gars de Normandie imprimé à Fécamp, ouvrage signé "Maît Arsène".
C'est sous ce pseudonyme que parallèlement à sa vie professionnelle, il mène une activité de conférencier, conteur et acteur. L'année 1925 il publie Les Terreux. En 1927, il crée avec son ami André Chardine, la feuille en 4, revue fécampoise de littérature et de chroniques. Son œuvre touche aussi le roman Thomas Boqueron écrit en 1934, et le théâtre La Faux paru en 1943. Sa meilleure référence littéraire parait en 1954 avec une édition enrichie des Terreux. Il participe en 1967 à l'émission télévisée d'André Voisin, Les Conteurs.

## Publications
- Des gens...Des choses, Essais, Ed Durand et Fils Fécamp, 1914
- Aux gars de Normandie, Ed Durand et Fils Fécamp, 1917
- L'Âme qu'on crucifie, La Maison française d'art et d'édition, Paris 1919
- L'Apôtre maudit, Ed. la Revue Normande, 1924
- Les Terreux, Ed. Durand et Fils Fécamp, 1925
- Aspects, poèmes et proses, Éd. de la Feuille, 1929
- Pierre Préteux, Éd. La Revue Normande, 1925
- Le Patois Normand, Ed. de la Feuille en 4, Fécamp 1932
- Thomas Boqueron, Ed. Maugard Rouen, 1934
- La Rose des Nuits, Ed. la Feuille en 4, Fécamp 1940
- Versets de la terre, Ed. Durand et Fils Fécamp, 1941
- La Faux, Ed Durand et Fils Fécamp, 1943
- Aphorismes et délivrance, Ed. Durand et Fils, Fécamp, 1953
- Les Terreux et Panoramas Cauchois, le patois Normand à travers poètes et conteurs, Ed Durand et Fils, 1955
- Les Béatitudes, Ed Durand et Fils Fécamp, 1960
- Du délire à la prière, Ed Durand et Fils Fécamp, 1960
- De la Tour d'ivoire aux foules apeurées, Ed Durand et Fils Fécamp, 1961
- Fais provision d'amour, Ed Durand et Fils Fécamp, 1962
- A temps et à contre-temps..., Ed Durand et Fils Fécamp, 1963
- A mes amis, dans la communion des vivants et des morts, Ed. Durand et Fils Fécamp, 1964
- Au clavier des syllabes, Ed Durand et Fils Fécamp 1965
- Variations au clavier des syllabes, Ed Durand et Fils Fécamp, 1966
- De tout un peu, Ed Durand et Fils Fécamp, 1967
- Elle était avant toutes choses.., Ed Durand et Fils Fécamp, 1967
- Dans les greniers du ciel..., Ed Durand et Fils Fécamp, 1968
- Esquisses et réflexions, Ed Durand et Fils Fécamp, 1968